# Liste der Monuments historiques in Chalais (Vienne)
Die Liste der Monuments historiques in Chalais (Vienne) führt die Monuments historiques in der französischen Gemeinde Chalais auf.

## Liste der Bauwerke
| Bezeichnung       | Beschreibung              | Standort | Kennzeichnung | Schutzstatus | Datum | Bild |
| ----------------- | ------------------------- | -------- | ------------- | ------------ | ----- | ---- |
| Kirche Notre-Dame | Erbaut im 12. Jahrhundert | (Lage)   | PA00105374    | Inscrit      | 1926  |      |